# رضا ناصري
رضا ناصري (بالفارسية: رضا ناصری) هو لاعب كرة الصالات ‏ ولاعب كرة قدم إيراني في مركز الهجوم، ولد في 16 سبتمبر 1975 في إيران. شارك مع منتخب إيران تحت 17 سنة لكرة القدم ومنتخب إيران تحت 20 سنة لكرة القدم. أما مع النوادي، فقد لعب مع نادي ملوان.

## وصلات خارجية
- رضا ناصري على موقع الاتحاد الدولي (مؤرشف)  (الإنجليزية)